# Вольная борьба на летних Олимпийских играх 1960 — до 87 кг
Соревнования по вольной борьбе в рамках Олимпийских игр 1960 года в полутяжёлом весе (до 87 килограммов) прошли в Риме с 1 по 6 сентября 1960 года в «Базилике Максенция».
Турнир проводился по системе с начислением штрафных баллов, но в сравнении с прошлыми играми, сменилась система их начисления и был введён такой результат, как ничья. За чистую победу штрафные баллы не начислялись, за победу по очкам борец получал один штрафной балл, за ничью два штрафных балла, за поражение по очкам три штрафных балла, за чистое поражение — четыре штрафных балла. Борец, набравший шесть штрафных баллов, из турнира выбывал. Трое оставшихся борцов выходили в финал, где проводили встречи между собой. Встречи между финалистами, состоявшиеся в предварительных схватках, шли в зачёт. Схватка по регламенту турнира продолжалась 12 минут. Если в течение первых шести минут не было зафиксировано туше, то судьи могли определить борца, имеющего преимущество. Если преимущество никому не отдавалось, то назначалось четыре минуты борьбы в партере, при этом каждый из борцов находился внизу по две минуты (очередность определялась жребием). Если кому-то из борцов было отдано преимущество, то он имел право выбора следующих шести минут борьбы: либо в партере сверху, либо в стойке. Если по истечении четырёх минут не фиксировалась чистая победа, то оставшиеся две минуты борцы боролись в стойке.
В полутяжёлом весе боролись 19 участников. Самым молодым участником был 22-летний Антонио Маркуччи, самым возрастным 36-летний титулованный ветеран Викинг Пальм. В категории был один совершенно неоспоримый фаворит: иранец Голамреза Тахти, действующий олимпийский чемпион и чемпион мира. Он вышел в финал вообще не имея штрафных баллов: во всех пяти встречах он положил своих соперников на лопатки, и его победа не вызывала сомнений. В финале он встретился с турецким спортсменом Исметом Атлы, который в свою очередь тоже выиграл все встречи, но все выиграл лишь по очкам, имея к финалу пять штрафных баллов. Но к удивлению, Атлы сумел победить фаворита.

 Хитрый Исмет в самом начале схватки специально раскрыл свои ноги: Анатолий (Албул) посчитал это за оплошность и мгновенно атаковал. Турок только этого и ждал. Он был готов отразить нападение и тут же провел контрприем — мгновенно захватив руку Анатолия руками сверху, резко рванул ее вниз-в сторону и перевел Албула вниз в партер, тем самым создав себе преимущество в 1 очко… Примерно аналогичная ситуация произошла и с Тахти. Атли, зная манеру борьбы соперника, специально раскрыл свои ноги. Тахти не замедлил этим воспользоваться и выполнил нырок к его ногам. Атли мгновенно провел контрприем, сбив его в партер. Этого ему было достаточно для завоевания олимпийского золота.
Бронзовую медаль разыграли между собой Анатолий Албул и Викинг Пальм, выбывшие в пятом круге с одним и тем же количеством штрафных баллов и их встреча закончилась вничью. Бронзовый призёр был определён взвешиванием, и Албул оказался несколько легче.

## Призовые места
- Исмет Атлы (TUR)
- Голамреза Тахти (IRI)
- Анатолий Албул (URS)

## Первый круг
| Штрафных баллов | Участник 1            | Результат   | Участник 2                 | Штрафных баллов |
| --------------- | --------------------- | ----------- | -------------------------- | --------------- |
| 1               | Анатолий Албул (URS)  | По очкам    | Ойген Хольцхерр (SUI)      | 3               |
| 1               | Исмет Атлы (TUR)      | По очкам    | Валчо Костов (BUL)         | 3               |
| 1               | Дьёрдь Гурич (HUN)    | По очкам    | Боб Штекле (CAN)           | 3               |
| 1               | Викинг Пальм (SWE)    | По очкам    | Дитер Раухбах (EUA)        | 3               |
| 1               | Саджан Сингх (IND)    | По очкам    | Антонио Маркуччи (ITA)     | 3               |
| 0               | Голамреза Тахти (IRI) | Туше (1:15) | Гулам Мохитдин Гунга (AFG) | 4               |
| 1               | Сунити Кавано (JPN)   | По очкам    | Патрик Парсонс (AUS)       | 3               |
| 0               | Мани ван Зиль (RSA)   | Туше (2:05) | Джерри Мартина (IRL)¹      | 4               |
| 0               | Дэниэл Брэнд (USA)    | Туше (1:50) | Морис Жаке (FRA)           | 4               |
| 0               | Чезар Феррерас (VEN)  | Пропускал   |                            |                 |

¹ Снялся с соревнований

## Второй круг
| Штрафных баллов | Участник 1             | Результат   | Участник 2                 | Штрафных баллов |
| --------------- | ---------------------- | ----------- | -------------------------- | --------------- |
| 2               | Чезар Феррерас (VEN)   | Ничья       | Ойген Хольцхерр (SUI)      | 5               |
| 2               | Анатолий Албул (URS)   | По очкам    | Валчо Костов (BUL)         | 6               |
| 2               | Исмет Атлы (TUR)       | По очкам    | Боб Штекле (CAN)           | 6               |
| 1               | Викинг Пальм (SWE)     | Туше (7:44) | Дьёрдь Гурич (HUN)         | 5               |
| 1               | Саджан Сингх (IND)     | Туше (3:45) | Дитер Раухбах (EUA)        | 7               |
| 3               | Антонио Маркуччи (ITA) | Туше (2:58) | Гулам Мохитдин Гунга (AFG) | 8               |
| 0               | Голамреза Тахти (IRI)  | Туше (3:35) | Патрик Парсонс (AUS)       | 7               |
| 1               | Сунити Кавано (JPN)    | Туше (2:20) | Дэниэл Брэнд (USA)         | 4               |
| 1               | Мани ван Зиль (RSA)    | По очкам    | Морис Жаке (FRA)           | 7               |

## Третий круг
| Штрафных баллов | Участник 1            | Результат    | Участник 2             | Штрафных баллов |
| --------------- | --------------------- | ------------ | ---------------------- | --------------- |
| 2               | Анатолий Албул (URS)  | Туше (11:47) | Чезар Феррерас (VEN)   | 6               |
| 3               | Исмет Атлы (TUR)      | По очкам     | Ойген Хольцхерр (SUI)  | 8               |
| 5               | Дьёрдь Гурич (HUN)    | Туше (3:37)  | Саджан Сингх (IND)     | 5               |
| 2               | Викинг Пальм (SWE)    | По очкам     | Антонио Маркуччи (ITA) | 6               |
| 0               | Голамреза Тахти (IRI) | Туше (2:03)  | Сунити Кавано (JPN)    | 4               |
| 4               | Дэниэл Брэнд (USA)    | Туше (2:30)  | Мани ван Зиль (RSA)    | 5               |

## Четвёртый круг
| Штрафных баллов | Участник 1            | Результат   | Участник 2           | Штрафных баллов |
| --------------- | --------------------- | ----------- | -------------------- | --------------- |
| 4               | Исмет Атлы (TUR)      | По очкам    | Анатолий Албул (URS) | 5               |
| 0               | Голамреза Тахти (IRI) | Туше (5:00) | Дьёрдь Гурич (HUN)   | 9               |
| 3               | Викинг Пальм (SWE)    | По очкам    | Саджан Сингх (IND)   | 7               |
| 5               | Мани ван Зиль (RSA)   | Туше (6:27) | Сунити Кавано (JPN)  | 8               |
| 4               | Дэниэл Брэнд (USA)    | Пропускал   |                      |                 |

## Пятый круг
| Штрафных баллов | Участник 1            | Результат   | Участник 2          | Штрафных баллов |
| --------------- | --------------------- | ----------- | ------------------- | --------------- |
| 6               | Анатолий Албул (URS)  | По очкам    | Дэниэл Брэнд (USA)  | 7               |
| 5               | Исмет Атлы (TUR)      | По очкам    | Викинг Пальм (SWE)  | 6               |
| 0               | Голамреза Тахти (IRI) | Туше (7:05) | Мани ван Зиль (RSA) | 9               |

## Финал
| Штрафных баллов | Участник 1           | Результат | Участник 2            | Штрафных баллов |
| --------------- | -------------------- | --------- | --------------------- | --------------- |
|                 | Анатолий Албул (URS) | Ничья     | Викинг Пальм (SWE)    |                 |
|                 | Исмет Атлы (TUR)     | По очкам  | Голамреза Тахти (IRI) |                 |